# Чемпионат мира по современному пятиборью 1987
XXX Чемпионат мира проходил в городе Мулен (Франция).
11 августа в небольшом городе Франции Мулене праздничными представлениями открылся XXX чемпионат мира.
Несмотря на то что Конгресс УИПМБ принял накануне решение, согласно которому максимальное количество участников не должно превышать 68 человек, к соревнованиям было допущено 70 пятиборцев. Федерация Австралии, подавшая заявку последней, настояла, чтобы континент был представлен командой в полном составе.
Франция третий раз принимала пятиборцев. В 1970 и 1972 годах здесь проходили первенства мира среди юниоров, в которых французская команда заняла призовые места.
На сей раз мало кто сомневался, что усиленная «родными стенами» команда мужчин порадует своих поклонников блеском драгоценных металлов чемпионата. На это были веские основания. До сего времени сборная страны устойчиво входила в шестерку сильнейших, а на Олимпиаде в Мехико и Лос-Анджелесе, а также на трех чемпионатах мира завоёвывала бронзовые медали.
В составе французской команды два призёра прошлого чемпионата Ж. Бузу и Д. Бубэ, а также К. Рюэ, показавший высокие результаты в региональных соревнованиях и в турнире на Кубок мира в Сан-Антонио в марте 1987 года.
- Команда СССР прибыла в Мулен без своего многолетнего лидера Анатолия Старостина, который был дисквалифицирован на 2 года за употребление запрещенных препаратов на чемпионате мира 1986 года. Состав сборной по системе отбора был следующим: чемпионы мира 1985 года в командном зачёте — Игорь Шварц, Анатолий Авдеев и чемпион мира 1983 года в команде Алексей Хапланов, запасным был серебряный призёр первенства мира среди юниоров Александр Макеев.

Непосредственно перед стартом старший тренер команды Валерий Пуденков решил дать шанс выступить молодому Макееву и команда стартовала в следующем составе: И. Шварц, А. Авдеев и А. Макеев.
Венгрия на этот раз была представлена чемпионом мира А. Мижером, трижды удостоенным серебряной награды мировых чемпионатов в командном зачете Л. Фабианом, а также прогрессирующим от старта к старту Я. Мартинеком, вытеснившим на отборочных стартах бронзового призёра прошлого чемпионата Л. Доби. Среди участников чемпион мира К. Массулло (Италия), а также заявившие о себе в полный голос Пфелпс (Великобритания), М. Кадлец (Чехословакия) и готовые преподнести сюрприз сборные Швеции и Польши.

## Конкур
Конкур хозяева чемпионата усложнили несколькими коварными препятствиями, но не они были предметом волнений и забот спортсменов и тренеров, а неровный состав лошадей—от хорошо подготовленных, прекрасно справляющихся с задачей под самым неискушенным всадником до упрямых и неуправляемых. Это означало, что результаты во многом будут зависеть от фортуны-жеребьёвки.
На этот раз она отвернулась от венгерской команды. Миклош Шаланг в своем репортаже с чемпионата мира описал трудный конкур своих соотечественников, которые показали невиданно низкие результаты. Мижер— чемпион мира, лучший наездник команды «привёз» 722 очка, Мартинек, дважды награждённый серебряной медалью на первенстве мира среди юниоров,—749, и только Фабиан ценой больших усилий сумел показать 980 очков. Лошади, по словам репортера, устроили на поле в буквальном смысле забастовку, не желая подчиняться.
Советские спортсмены оказались более удачливыми. Авдеев, получивший на прошлом чемпионате нулевую оценку, теперь допустил лишь один повал и «привёз» 1070 очков, Макеев, имея 5 повалов,—938. Третий номер команды Шварц, которому трудно давалась верховая езда и приносила много разочарований, на этот раз превзошел себя и получил максимальную оценку—1100 очков. Кроме него безошибочно преодолели маршрут Косунен (Финляндия) и Расмуссон (Швеция). Но победителем скачки стал малоизвестный пятиборец из Румынии Георг, показавший лучшее время дня.
- Конкур. Командное первенство.

1. Канада — 3150
2. Болгария — 3122
3. СССР — 3108
4. Швейцария — 3064
5. США — 3030
6. Франция — 3022

19. Венгрия — 2451

## Фехтование
Второй день — фехтовальный марафон, длившийся 15 часов.
Венгры с первых же туров избрали наступательную тактику силового давления на соперника за счет широкого арсенала технических, тактических приёмов и домашних заготовок. Великолепен на дорожке Фабиан, соперники буквально деморализованы его неотразимыми атаками, против которых у них нет противодействия. Он одержал 48 побед, получив 1128 очков. Достойно поддержали своего лидера Мартинек (904) и Мижер (872 очка), обеспечив командную победу в этом виде.
На девять побед меньше у француза Бузу, который получил 1080 очков и занял 2-е место. Третий результат — 36 побед и 1048 очков у советского спортсмена Шварца. Авдеев и Макеев фехтовали слабее, но в целом команда СССР завоевала 2-е место и возглавила турнир. В лидирующую группу продвинулись после фехтования французы и итальянцы.

## Плавание
Плавание окончательно определило претендентов на призовые места. Сильнейшими здесь были англичане— 3820 очков перед Польшей—3776, Венгрией—3740, СССР—3712, Италией—3704 и Францией—3632 очка. Лучший личный результат в бассейне показал итальянец Торальдо Змин 11,08с—1314 очков. Вторым был англичанин Брокхауз, третьим француз Рюэ, далее Чижович (Польша), Авдеев (СССР) и Гостиган (США).
После трех видов лидировал Фабиан (Венгрия), за ним следовали Шварц (СССР), Бузу (Франция), Авдеев (СССР), Чижович (Польша) и Расмуссон (Швеция). В командном зачете на 1-м месте оставалась сборная СССР, за ней команды Польши, Великобритании, Франции. Венгры с 19-го места после конкура передвинулись на 8-е.

## Стрельба
В стрельбе героями дня стали Мижер и победитель стрельбы прошлого чемпионата швед Даниельсон, показавшие 199—1110 очков каждый.
Серьёзный срыв произошел у Фабиана—лидера трех дней. Нервы не выдержали той эмоциональной нагрузки, которая выпала на его плечи. Он выбил 186 очков, равных 824 зачетным, и значительно усложнил себе жизнь в споре за чемпионский титул.
Ниже своих возможностей стреляли советские спортсмены. Шварц после двух удачных видов программы имел реальные шансы посягнуть на высшую награду, но не смог совладать с нервами, и выбил всего 179 (670 очков) и перечеркнул эту возможность. В целом советская команда показала 9-й результат (Авдеев—912, Макеев—1022 очка). В стрельбе победила команда Швеции, на 2-м месте Венгрия, на 3-м Бахрейн.
По итогам четырёх дней лидером стал Бузу с суммой 4240 очков, Фабиан уступал ему 20 очков, Авдеев вышел на 3-е место—4170 очков. В командном зачете перед заключительным видом бегом -советская сборная уступила лидерство шведской команде, опережая французскую, венгерскую, итальянскую и чехословацкую сборные.

## Бег
Бег в 30-градусную жару был новым испытанием для пятиборцев. Бузу имел незначительное преимущество перед Фабианом и Авдеевым, чуть больше перед Кадлецом и Массулло. Но все они отличные кроссмены, поэтому вопрос победителя оставался открытым. Команда Швеции опережала сборные СССР на 79, Франции на 251, Венгрии на 256 и Великобритании на 435 очков.
При таком раскладе сил произошло невероятное. Победителем в беге стал спортсмен из Чехословакии Кадлец — 12мин 37,79с. Второй и 3-й результаты показали венгры Мижер и Мартинек—12мин 42с и 12мин 51с. Фабиан пробежал за 13мин 08с. Этим финишным рывком венгры выиграли бег—3732 очка и стали чемпионами мира в командном зачете. Фабиан после досадных потерь в конкуре, неудачи в стрельбе все же сумел подняться на третью ступень пьедестала.
Драматично сложилась ситуация у спортсменов Франции, которые мужественно боролись, но так и не смогли командой удержаться в призовой тройке. Рюэ, начавший бег в невероятно быстром темпе, за 100 метров до финиша потерял сознание, очнувшись, продолжал почти ползком добираться до финиша, но снова падал. Его положили на носилки, чтобы оказать первую помощь, но он не сдался, вскочил и всё-таки финишировал. Команда потеряла много, но поступок спортсмена оценили по достоинству. Утешением французов был финиш Бузу, который не упустил своего шанса и с суммой 5462 очка стал чемпионом мира.
Серебряная награда досталась чехословацкому пятиборцу Кадлецу, который в 1985 году был 5-м. Команда с его участием трижды входила в шестерку сильнейших команд мира.
Советские спортсмены в беге заняли 4-е место, уступив в этом упражнении венграм, англичанам и итальянцам. Авдеев показал 8-е время—13.01,39, Макеев 15-е— 13.15,18, Шварц 26-е—13.36,33. В личном первенстве Авдеев — 5 место, Шварц — 11-е и Макеев занял 13 место.

## Итоги командного турнира
Первое место заняла команда Венгрии с суммой −15 739 очков. С общей суммой 15703 очка сборная СССР завоевала серебряные медали. За счет сильного бега сборная Великобритании заняла 3-е место, на 4-м команда Италии, на 5-м Чехословакии, на 6-м Польши.
Результат французского спортсмена Рюэ был аннулирован за постороннюю помощь во время бега. В итоге команда оказалась на 10-м месте.
1. Венгрия — 15 739.
2. СССР — 15 703
3. Великобритания — 15 491
4. Италия — 15 453
5. Чехословакия — 15 121
6. Польша — 14 985

10.  Франция
Всего 36 очков советские пятиборцы проиграли венгерской сборной. Как говорится в пословице — после драки кулаками на машут. Но здесь можно вспомнить тот факт, что волевым решением старшего тренера не был поставлен в команду Алексей Хапланов, опытный пятиборец в технических видах (конкур, фехтование) мог бы помочь команде.

## Результаты

### Мужчины
| Дисциплина           | Золото                                                | Серебро                                                 | Бронза                                                          |
| Индивидуальный зачет | Франция} · Жоэль Бузу                                 | Чехословакия · Милан Кадлец                             | Венгрия · Ласло Фабиан                                          |
| Командный зачет.     | Венгрия · Аттила Мижер · Ласло Фабиан · Янош Мартинек | СССР · Анатолий Авдеев · Игорь Шварц · Александр Макеев | Великобритания · Грэм Брукхаус · Ричард Фелпс · Доминик Махоуни |

## Распределение наград
| Место  | Страна         | Золото | Серебро | Бронза | Всего |
| ------ | -------------- | ------ | ------- | ------ | ----- |
| 1      | Венгрия        | 1      | 0       | 1      | 2     |
| 2      | Франция        | 1      | 0       | 0      | 1     |
| 3      | СССР           | 0      | 1       | 0      | 1     |
| 4      | Чехословакия   | 0      | 1       | 0      | 1     |
| 5      | Великобритания | 0      | 0       | 1      | 1     |
| Totale | Totale         | 2      | 2       | 2      | 6     |